# Dorfkirche (Schlewecke)
Die Dorfkirche in Schlewecke, einem Ortsteil der Stadt Bad Harzburg, ist eine  barocke Fachwerkkirche.

## Geschichte
Schlewecke ist wahrscheinlich der älteste Ort des früheren Amtes Harzburg. Er wurde 1181 erstmals in einem Urkundenbuch (Goslar I S. 328) erwähnt. Die 1496 im Urkundenbuch Klosters Ilsenburg erwähnte Kirche in Schlewecke, der Vorgängerbau des heutigen Gotteshauses, stand im Bereich der Grundstücke Kirchenbrink 2 und 4. Sie war seinerzeit selbständig. Bis ins Jahr 1498 wurde sie von Vikaren des Domkapitels Goslar betreut. Danach wurde sie der Bündheimer St.-Andreas-Kirche einverleibt (Urkundenbuch Ilsenburg II S. 399) und hat ihre Selbständigkeit verloren. Das Inkorporationsverhältnis wurde im Zuge der Reformation wieder aufgelöst. In Protokollen über Visitationen der Jahre 1542 und 1568 wurde sie als Filialkirche der Harlingeröder Marienkirche aufgeführt.  Ab 1698 reifte der Plan für den Bau einer neuen Kirche, da die alte baufällig war. Es standen nur sechs Gulden als schlewische Kirchengelder zur Verfügung. Am Ende wurde der Bau dann 300 mal teurer, wie es in einem Bericht über den Kirchbau aus dem Jahre 1704 heißt. Mit Erlaubnis von Herzog Rudolf August, ihm stand das Kirchenpatronat zu, sowie dem Herzoglichen Konsistorium durfte für die Finanzierung des Baus gesammelt werden. 1702 konnte mit dem Bau begonnen werden. Als neuer Platz wurde die südliche Seite des Mühlenbaches kurz vor dem Zulauf der Gläsecke gewählt. Am 10. Juni 1708 wurde die Kirche vom Harzburger Superintendenten und Propst des Klosters Frankenberg in Goslar geweiht. Danach wurde die alte Kirche abgerissen.

## Baubeschreibung
Die Fachwerkkirche ist eine Saalkirche. Auf dem mit Schiefer gedeckten Satteldach sitzt an der Westseite ein achteckiger Dachreiter mit Welscher Haube. Im Jahre 1857 wurde das schadhafte Schieferdach durch Dachziegel ersetzt. Der Innenraum wird durch 8 große Fenster erhellt.
Bereits 1684 wurde für die alte Kirche von einem Glockengießer aus Wolfenbüttel eine 4 Zentner schwere Glocke gegossen. Nachdem sie so schadhaft war, dass sie nicht mehr geläutet werden konnte, wurde 1934 eine neue Glocke von der Glockengießerei Schilling erworben.
Im Jahr 1873 gab es einen Erlass, dass an öffentlichen Gebäuden eine Uhr anzubringen ist. In dem armen Bauerndorf Schlewecke war das die Kirche. Die Turmuhr wurde von dem mechanischen Uhrwerk der Firma J. F. Weule betrieben, das nach einer Restaurierung bis 1967 immer noch ihren Dienst leistete. Heute funktionieren die Uhr und das Schlagwerk elektronisch. Das Uhrwerk stand 43 Jahre lang ungenutzt auf dem Kirchendachboden. Seit dem 10. Oktober 2010 ist es als besonderes Anschauungsobjekt im Kirchenraum zu betrachten.

## Ausstattung
Der handgeschnitzte Kanzelaltar und der Taufengel entstammen der Werkstatt des Goslarer Bildschnitzers Jobst Heinrich Lessen. Die Darstellung des alttestamentlichen Priesters Aaron hat einen Seltenheitswert. An den Wänden befinden sich 2 Epitaphien, die aus der alten Kirche übernommen wurden. Das Bild der Kreuzigung wurde 1861 von E. Teich gemalt. Die mit Kerzen betriebenen Kronleuchter stammen aus dem 19. Jahrhundert.
Neben der Kanzel ist eine Sanduhr aus dem 18. Jahrhundert angebracht. Ihre Zeiteinteilung ist Viertelstunde, halbe Stunde, dreiviertel Stunde und volle Stunde. Das diente wohl auch zum Beweis einer angemessenen Länge der Predigt.
Der künstlerisch hochwertige Taufengel wurde auf Anordnung von Generalsuperintendent Carl Hermann Leopold Stöter 1846 abgenommen und auf den Kirchenboden verbannt. Erst gegen Ende des letzten Jahrhunderts wurde er heruntergeholt.
Um 1658 wurde für die alte Kirche von einem Bürger aus Oker eine Orgel gestiftet. Die Einwohner aus Oker kamen zum Gottesdienst nach Schlewecke, da sie keine Kirche hatten. Für die neue Kirche wurde 1708 eine Orgel mit 9 Registern von Johann Adolarius Papenius aus Stolberg gebaut. 1933 wurden neue Orgelpfeifen von der Orgelbauwerkstatt Gebr. Sander eingebaut. Als sie nicht mehr bespielbar war, wurde eine kleine elektronische Kirchenorgel angeschafft. 1975 wurde eine Orgel der Fa. Emil Hammer Orgelbau erworben. Sie hat 2 Manuale mit 13 Registern. 4 Register wurden aus der alten Orgel übernommen.
Die Altarbibel, 40 cm groß und 6 Kilogramm schwer, kam 1994 nach Schlewecke als Leihgabe. Sie stammt aus dem Besitz einer Familie aus Burgdorf. Zwischenzeitlich war sie im Eigentum einer Bürgerin aus Schlewecke, einer sehr guten Freundin der Burgdorfer Familie. Sie schenkte die Bibel ihrer Heimatkirche zum 300. Jubiläum. Die Bibel hat einen mit Eisen beschlagenen Holzeinband, auf dem die Zahl 1726 eingeritzt wurde, nachdem die sie endgültig fertiggestellt war. Auf der ersten Seite stehen die Buchstaben M DCC XXV, d. h. die Jahreszahl 1725, an dem sie begonnen wurde. Sie ist mit Kupferstichen bebildert und kunstvollen Buchstaben bedruckt. Das Papier besteht aus reiner Cellulose ohne Holzbestandteile, dadurch ist es altersbeständig.